# Eulithis citrinata
Eulithis citrinata là một loài bướm đêm trong họ Geometridae.